# Cecchini (Pasiano di Pordenone)
Cecchini (Tzechini o Tzichini in veneto orientale e dialetto pordenonese) è una frazione del comune di Pasiano di Pordenone, situata a 3 km dal capoluogo.

## Storia

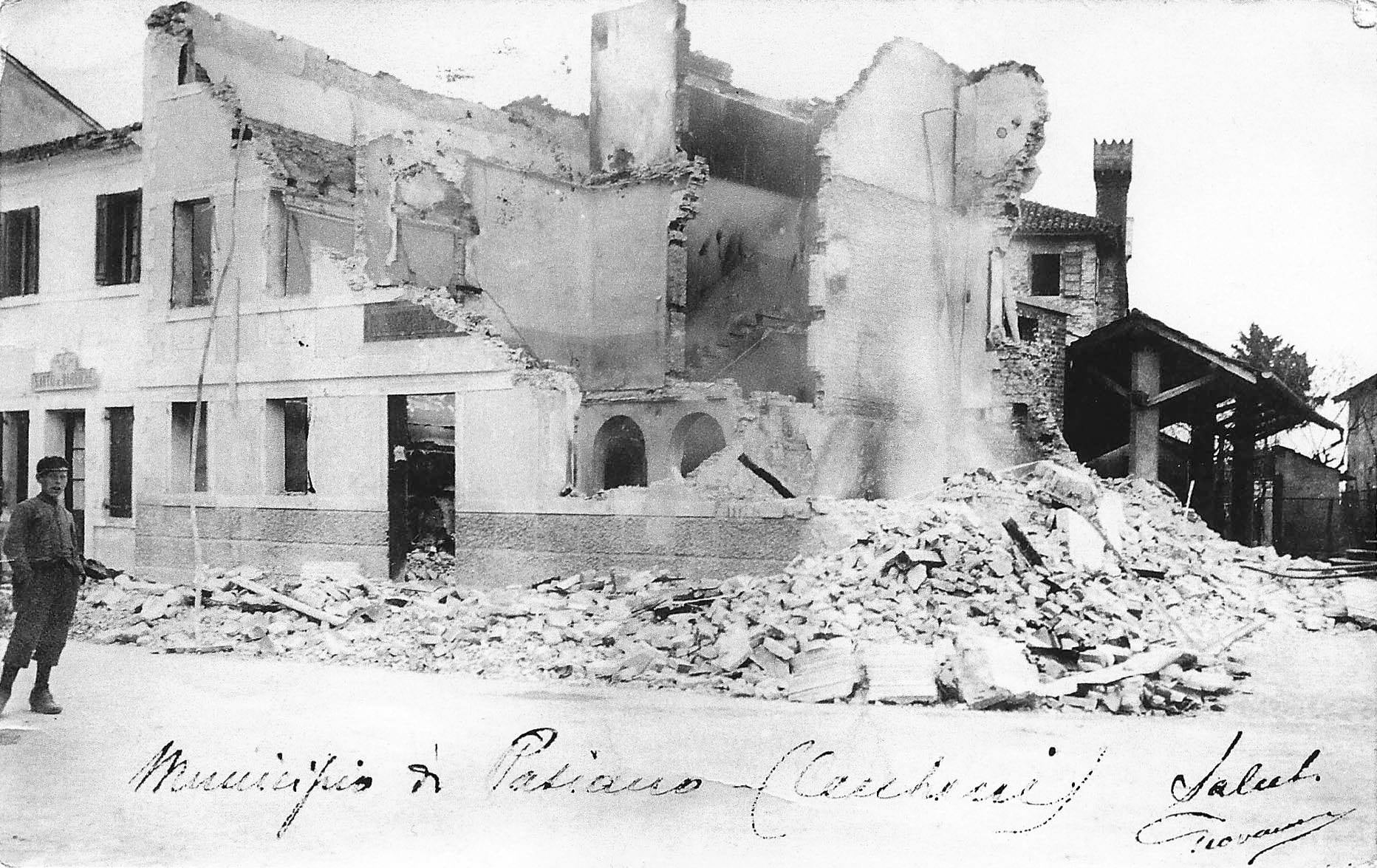
Il municipio di Cecchini nel 1915 distrutto dopo l'incendio.

Il territorio di Cecchini e della vicina Codopè risulta insediato almeno fin dal Medioevo, per quanto all'epoca tali località, separate dal fiume Meduna, erano semplicemente note come Prata di qua e Prata di là. Con l'avvento della Repubblica di Venezia, si rafforzarono i toponimi di Villa Cecchinorum, Villa de Zechinis, Villa delli Cecchini, mentre a partire dal XVI secolo si consolidò il nome di Cecchini. Nel 1676 le famiglie nobili Perissinotti e Trevisan si accordarono per erigere un oratorio da dedicarsi a Sant'Antonio da Padova e San Nicola da Bari. Il 28 ottobre 1678 l'oratorio venne inaugurato e consacrato. Nel 1805 l'oratorii venne ampliato e nel 1848 venne nominato il cappellano. Negli anni successivi, l'edificio venne rifinito, fino ad essere consacrato come chiesa sacramentale nel 1861. La partocchia venne istituita il 7 ottobre 1943.
Tra il 1847 e il 1915 la località fu sede del municipio comunale, situato nell'attuale via Garibaldi. La notte tra il 12 e 13 aprile 1915 venne dato alle fiamme dall'impiegato comunale Beniamino Carniel. Poco dopo il consiglio comunale deliberò di trasferire la sede municipale a Pasiano, cosicché il 21 maggio successivo 500 pasianesi si presero arredi e suppellettili superstiti, trasportandoli con un grande carro trainato da cavalli: ne nacque un duro scontro con i cecchinesi che pretendevano la restituzione dei materiali, cosicché il sottoprefetto di Pordenone dovette inviare 50 soldati a recuperare i documenti, ma furono respinti. Il giorno successivo venenro inviati 100 soldati, che riuscirono a riportare a Cecchini e ad arrestare diverse persone. La questione andò avanti per parecchio tempo, fino all'inaugurazione del nuovo municipio a Pasiano avvenuta nel marzo 1926.
Sulla riva del fiume Meduna era presente un piccolo porto fluviale, in cui fino all'avvento della motorizzazione giungevano da Venezia i barconi trainati da cavalli che portavano materiali e merci varie, tra cui il carbone per le fornaci di Rivarotta.
A partire dagli anni 1950-1960 si sviluppa il distretto industriale noto come "triangolo del mobile". Uno dei primi imprenditori ad investire nel settore dei mobili semilavorati fu Venanzio Provedel, padre del futuro portiere Ivan Provedel.

## Monumenti e luoghi d'interesse
La chiesa vecchia dei Santi Antonio di Padova e Nicolò Vescovo è una chiesa sussidiaria che risale al 1830, edificata nel luogo in cui sorgeva un antico oratorio del 1611 poi demolito. L'edificio presenta una facciata neoclassica in stile ottocentesco, mentre l'interno è costituito da una navata unica con pavimento alla veneziana e un presbiterio rialzato con soffitto a volta. Il campanile fu costruito dal 1885, con la consacrazione delle campane (rifuse con il bronzo del bottino di guerra) avvenuta il 29 dicembre 1885.
La chiesa nuova dei Santi Antonio di Padova e Nicolò Vescovo fu realizzata alla fine degli anni 1970, su progetto dell'architetto Giovanni Donandon in stile moderno.